# James E. English

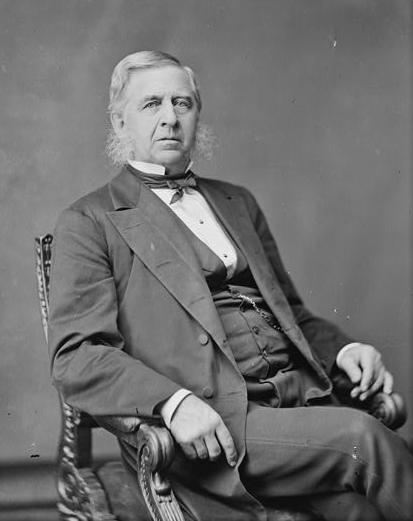
James English

James Edward English (* 13. März 1812 in New Haven, Connecticut; † 2. März 1890 ebenda) war ein US-amerikanischer Politiker der Demokratischen Partei. Er vertrat den Bundesstaat Connecticut in beiden Kammern des Kongresses.
Nach dem Schulbesuch war English zunächst in mehreren Geschäftszweigen tätig, unter anderem im Holzhandel und im Bankgewerbe. Im politischen Geschehen seines Heimatortes New Haven war er von 1847 bis 1861 als Mitglied der städtischen Exekutive (Board of selectmen) aktiv; von 1848 bis 1849 saß er im Stadtrat.
1855 wurde James English ins Repräsentantenhaus von Connecticut gewählt, im folgenden Jahr in den Staatssenat, dem er bis 1858 angehörte. 1860 bewarb er sich erfolglos um das Amt des Vizegouverneurs.
Besser lief es bei seiner Kandidatur für das US-Repräsentantenhaus. Als Vertreter von Connecticut gehörte er dem Kongress von 1861 bis 1865 an; zur Wiederwahl trat er nicht an. 1866 folgte eine erfolglose Kandidatur als Gouverneur seines Heimatstaates. Im Jahr darauf wurde er jedoch in dieses Amt gewählt; 1868 bestätigten ihn die Wähler darin. Nach seiner Niederlage gegen den Republikaner Marshall Jewell 1869 konnte er diesen im folgenden Jahr wieder besiegen. 1870 gewann er zwar erneut die Wahl, doch ein Untersuchungsausschuss deckte Manipulationen auf und sprach das Gouverneursamt Marshall Jewell zu.
1872 gehörte er wiederum der demokratischen Fraktion im Repräsentantenhaus von Connecticut an; der Versuch, im selben Jahr ins US-Repräsentantenhaus zurückzukehren, scheiterte. 1875 wurde English dann aber doch noch einmal nach Washington berufen, als er im US-Senat die Nachfolge des verstorbenen Orris S. Ferry antrat. Nachdem er kommissarisch dessen Sitz zwischen dem 27. November 1875 und dem 17. Mai 1876 eingenommen hatte, verfehlte er bei der folgenden Nachwahl das erneute Mandat für den Senat. Damit war Englishs politische Laufbahn beendet; er kehrte nach Connecticut zurück, wo er sich wieder seinen geschäftlichen Aktivitäten widmete.